# Grup Joventut Catalana de Buenos Aires
Grup Joventut Catalana de Buenos Aires fou un grup polític format per fills d'emigrats catalans a Buenos Aires el febrer de 1952, lligats al Casal de Catalunya de Buenos Aires. El caps més visibles foren Fiveller Seras i Lleonart i Núria Seras i Lleonart, fills de Pere Seras i Isern. Van mantenir contactes amb Joan Ballester i Canals, Carles Muñoz i Espinalt i amb el FNC, del que en foren representants a l'Argentina. El 1953 publicaren la revista Afany i col·laboraren en la Conferència Nacional Catalana de Mèxic. El 1958 també donaren suport al Consell Nacional Català. El 1966 es transformà en Obra Cultural Catalana.